# Shell Knob (Missouri)
Shell Knob – jednostka osadnicza w Stanach Zjednoczonych, w stanie Missouri, w hrabstwie Barry.